# Coupe du monde féminine de rugby à XV 2010
Navigation
Coupe du monde 2006 Coupe du monde 2014
La Coupe du monde féminine de rugby à XV 2010 se déroule du 20 août au 5 septembre 2010 en Angleterre. Il s'agit de la sixième édition de la Coupe du monde féminine de rugby à XV. La Nouvelle-Zélande remporte le titre mondial après avoir battu l'Angleterre sur le score de 13 à 10 en finale. C'est le quatrième titre consécutif des Néo-Zélandaises qui dominent la compétition depuis 1998. L'Australie termine troisième de la compétition après sa victoire 22 à 8 face à la France dans la petite finale.

## Participants
Douze équipes participent à cette édition : six d'entre elles sont qualifiées d'office tandis que les six autres (q) passent par des tournois qualificatifs régionaux pour obtenir leur place parmi seize prétendants.
Au niveau européen, l'Angleterre et la France terminent aux deux premières places européennes de la dernière édition (finaliste et demi-finaliste) ; pour les Amériques, le Canada et les États-Unis occupent les deux premières places du continent (demi-finaliste et sixième), la Nouvelle-Zélande est championne en titre (T) et donc première de l'Océanie, l'Afrique du Sud est la première du continent africain et à ce titre, qualifiée d'office.
Par ordre alphabétique, la composition des trois groupes est la suivante :
| Poule A - Afrique du Sud - Australie (q) - Pays de Galles (q) - Nouvelle-Zélande (T) | Poule B - Angleterre (hôte) - États-Unis - Irlande (q) - Kazakhstan (q) | Poule C - Canada - Écosse (q) - France - Suède (q) |

## Qualifications
Seize équipes prennent part aux qualifications. En Europe, le pays de Galles et l'Irlande se qualifient avec leurs deuxième et troisième place lors du Tournoi des Six Nations féminin 2009. La Suède se qualifie lors du Trophée européen féminin de rugby à XV 2009 face à l'Espagne, l'Italie et l'Allemagne tandis que l'Écosse obtient sa place en dominant les Pays-Bas, la Russie et la Belgique. En Asie, le Kazakhstan se qualifie face au Japon, à Singapour et à Hong Kong. En Océanie, un tournoi entre quatre équipes est prévu mais les forfaits de la Papouasie-Nouvelle-Guinée pour raisons financières et des Fidji qui ont décliné l'invitation permettent à l'Australie de se contenter d'une victoire face aux Samoa sur le score de 87 à 0 pour obtenir leur qualification.

## Format
Dans chaque poule, les équipes se rencontrent les 20, 24 et 28 août. Les trois vainqueurs de poule et la meilleure deuxième sont qualifiées pour les demi-finales. Les deux autres deuxièmes et les deux meilleures troisièmes s'affrontent pour la cinquième place et les autres équipes s'affrontent pour la neuvième place.

## Premier tour

### Poule A
| Rang | Club               | J | V | N | D | Bo | Bd | Pm  | Pe  | Diff | Pts |
| ---- | ------------------ | - | - | - | - | -- | -- | --- | --- | ---- | --- |
| 1    | Nouvelle-Zélande T | 3 | 3 | 0 | 0 | 3  | 0  | 128 | 16  | +112 | 15  |
| 2    | Australie          | 3 | 2 | 0 | 1 | 2  | 0  | 93  | 44  | +49  | 10  |
| 3    | Afrique du Sud     | 3 | 1 | 0 | 2 | 0  | 0  | 18  | 127 | -109 | 4   |
| 4    | Pays de Galles     | 3 | 0 | 0 | 3 | 0  | 1  | 30  | 82  | -52  | 1   |

| 20 août 2010 14h00 UTC+1 | Pays de Galles                                                                    | 12 – 26 (0 – 21) | Australie                                                                                                 | Surrey Sports Park, Guildford Arbitre : Javier Mancuso |
| 20 août 2010 14h00 UTC+1 | Essai(s) : essai de pénalité (44e), Harries (70e) Transformation(s) : Evans (45e) |                  | Essai(s) : Beck (6e), Williams (16e), Morgan (23e), Brown (79e) Transformation(s) : Beck 3 (6e, 17e, 24e) | Surrey Sports Park, Guildford Arbitre : Javier Mancuso |
| 20 août 2010 14h00 UTC+1 |                                                                                   |                  | | Surrey Sports Park, Guildford Arbitre : Javier Mancuso |

| 20 août 2010 16h15 UTC+1 | Nouvelle-Zélande | 55 – 3 (38 – 0) | Afrique du Sud             | Surrey Sports Park, Guildford Arbitre : Andrew Mc Menemy |
| 20 août 2010 16h15 UTC+1 | Essai(s) : Hohepa 3 (4e, 17e, 54e), Fa'amausili (7e), Brazier (12e), Manuel 2 (22e, 32e), Wickliffe (44e), Robertson (68e) Transformation(s) : Brazier 5 (5e, 8e, 13e, 23e, 69e) |                 | Pénalité(s) : Nojoko (65e) | Surrey Sports Park, Guildford Arbitre : Andrew Mc Menemy |
| 20 août 2010 16h15 UTC+1 | |                 |                            | Surrey Sports Park, Guildford Arbitre : Andrew Mc Menemy |

| 24 août 2010 12h00 UTC+1 | Pays de Galles                                                                    | 10 – 15 (0-10) | Afrique du Sud                                      | Surrey Sports Park, Guildford Arbitre : Joyce Henry |
| 24 août 2010 12h00 UTC+1 | Essai(s) : Redman (78e) Transformation(s) : Evans (78e) Pénalité(s) : Evans (71e) |                | Essai(s) : Siyolo (30e), Kayser (40e), Nojoko (65e) | Surrey Sports Park, Guildford Arbitre : Joyce Henry |
| 24 août 2010 12h00 UTC+1 |                                                                                   |                |                                                     | Surrey Sports Park, Guildford Arbitre : Joyce Henry |

| 24 août 2010 16h15 UTC+1 | Nouvelle-Zélande | 32 – 5 (22 – 0) | Australie               | Surrey Sports Park, Guildford Arbitre : Dana Teagarden |
| 24 août 2010 16h15 UTC+1 | Essai(s) : Fa'amausili (14e), Hohepa (20e), Lavea 2 (22e, 29e), Blackledge (41e), Grant (41e), Manuel (62e) Transformation(s) : Hull (20e) |                 | Essai(s) : Morgan (48e) | Surrey Sports Park, Guildford Arbitre : Dana Teagarden |
| 24 août 2010 16h15 UTC+1 | |                 |                         | Surrey Sports Park, Guildford Arbitre : Dana Teagarden |

| 28 août 2010 14h00 UTC+1 | Nouvelle-Zélande | 41 – 8 (17 – 8) | Galles                                           | Surrey Sports Park, Guildford Arbitre : Claire Daniels |
| 28 août 2010 14h00 UTC+1 | Essai(s) : Brazier (6e, 20e, 45e), Mahoney (23e), Grant (49e), Hurring (51e), Codling (69e) Transformation(s) : Mahoney (24e), Brazier (59e), Cocksedge (70e) |                 | Essai(s) : James (38e) Pénalité(s) : Evans (12e) | Surrey Sports Park, Guildford Arbitre : Claire Daniels |
| 28 août 2010 14h00 UTC+1 | |                 |                                                  | Surrey Sports Park, Guildford Arbitre : Claire Daniels |

| 28 août 2010 16h15 UTC+1 | Australie | 62 – 0 (31 – 0) | Afrique du Sud | Surrey Sports Park, Guildford Arbitre : David Keane |
| 28 août 2010 16h15 UTC+1 | Essai(s) : Giteau (5e), Brown (18e), Hodgkinson (26e), L Morgan 2 (29e, 53e), Hargreaves (43e), Williams 2 (48e, 80e), C-J Morgan (62e) Transformation(s) : Beck (6e, 19e, 27e, 30e, 44e, 49e, 80e) Pénalité(s) : Beck (15e) |                 |                | Surrey Sports Park, Guildford Arbitre : David Keane |
| 28 août 2010 16h15 UTC+1 | |                 |                | Surrey Sports Park, Guildford Arbitre : David Keane |

### Poule B
| Rang | Club       | J | V | N | D | Bo | Bd | Pm  | Pe  | Diff | Pts |
| ---- | ---------- | - | - | - | - | -- | -- | --- | --- | ---- | --- |
| 1    | Angleterre | 3 | 3 | 0 | 0 | 3  | 0  | 146 | 10  | +136 | 15  |
| 2    | Irlande    | 3 | 2 | 0 | 1 | 2  | 0  | 59  | 42  | +17  | 10  |
| 3    | États-Unis | 3 | 1 | 0 | 2 | 1  | 0  | 73  | 59  | +14  | 5   |
| 4    | Kazakhstan | 3 | 0 | 0 | 3 | 0  | 0  | 3   | 170 | -167 | 0   |

| 20 août 2010 14h15 UTC+1 | États-Unis | 51 – 0 (13 – 0) | Kazakhstan | Surrey Sports Park, Guildford Arbitre : Nicky Inwood |
| 20 août 2010 14h15 UTC+1 | Essai(s) : Marchino 2 (5e, 73e), Ringgenberg 2 (44e, 68e), Kmiecik (51e), Knight (59e), Daniels (70e) Transformation(s) : Ringgenberg 5 (6e, 45e, 52e, 69e, 74e) Pénalité(s) : Ringgenberg 2 (4e, 35e) |                 |            | Surrey Sports Park, Guildford Arbitre : Nicky Inwood |
| 20 août 2010 14h15 UTC+1 | |                 |            | Surrey Sports Park, Guildford Arbitre : Nicky Inwood |

| 20 août 2010 18h30 UTC+1 | Angleterre | 27 – 0 (12 – 0) | Irlande | Surrey Sports Park, Guildford Arbitre : Sarah Corrigan |
| 20 août 2010 18h30 UTC+1 | Essai(s) : Pocock (9e), Merchant (37e), Turner (56e), Alphonsi (79e) Transformation(s) : McLean 2 (10e, 80e) Pénalité(s) : McLean (75e) |                 |         | Surrey Sports Park, Guildford Arbitre : Sarah Corrigan |
| 20 août 2010 18h30 UTC+1 | |                 |         | Surrey Sports Park, Guildford Arbitre : Sarah Corrigan |

| 24 août 2010 16h30 UTC+1 | États-Unis                                                          | 12 -22 (7 – 10) | Irlande                                                                                     | Surrey Sports Park, Guildford Arbitre : Sébastien Minery |
| 24 août 2010 16h30 UTC+1 | Essai(s) : Burke (17e), McGee (73e) Transformation(s) : Kanuk (17e) |                 | Essai(s) : Neville 2 (6e, 45e), Briggs (35e), Rosser (43e) Transformation(s) : Briggs (44e) | Surrey Sports Park, Guildford Arbitre : Sébastien Minery |
| 24 août 2010 16h30 UTC+1 |                                                                     |                 |                                                                                             | Surrey Sports Park, Guildford Arbitre : Sébastien Minery |

| 24 août 2010 18h30 UTC+1 | Angleterre | 82 – 0 (43 – 0) | Kazakhstan | Surrey Sports Park, Guildford Arbitre : Javier Mancuso |
| 24 août 2010 18h30 UTC+1 | Essai(s) : Pocock 3 (4e, 54e, 63e), Barras 3 (10e, 22e, 79e), Beale (25e), Merchant (34e), Burford (38e), Mason (44e), Crowley (67e), Penrith (74e) Transformation(s) : McLean 7 (5e, 11e, 22e, 26e, 35e, 39e, 45e), Mason 4 (55e, 64e, 67e,75e) |                 |            | Surrey Sports Park, Guildford Arbitre : Javier Mancuso |
| 24 août 2010 18h30 UTC+1 | |                 |            | Surrey Sports Park, Guildford Arbitre : Javier Mancuso |

| 28 août 2010 16h30 UTC+1 | Irlande | 37 – 3 (22 – 3) | Kazakhstan                       | Surrey Sports Park, Guildford Arbitre : Andrew McMenemy |
| 28 août 2010 16h30 UTC+1 | Essai(s) : Briggs (2e), Joy Neville 2 (16e, 68e), Beamish (24e), Brennan (32e), Downey (42e), O'Loughlin (63e) Transformation(s) : Briggs (17e) |                 | Pénalité(s) : Daurembayeva (40e) | Surrey Sports Park, Guildford Arbitre : Andrew McMenemy |
| 28 août 2010 16h30 UTC+1 | |                 |                                  | Surrey Sports Park, Guildford Arbitre : Andrew McMenemy |

| 28 août 2010 18h30 UTC+1 | Angleterre | 37 – 10 (20 – 5) | États-Unis                               | Surrey Sports Park, Guildford Arbitre : Nicky Inwood |
| 28 août 2010 18h30 UTC+1 | Essai(s) : Waterman 2 (4e, 38e), Merchant (30e), Scarratt (51e), Penrith (68e), Alphonsi (76e) Transformation(s) : McLean 2 (39e, 77e) Pénalité(s) : McLean (9e) |                  | Essai(s) : Marchino (18e), Magrini (64e) | Surrey Sports Park, Guildford Arbitre : Nicky Inwood |
| 28 août 2010 18h30 UTC+1 | |                  |                                          | Surrey Sports Park, Guildford Arbitre : Nicky Inwood |

### Poule C
| Rang | Club   | J | V | N | D | Bo | Bd | Pm | Pe | Diff | Pts |
| ---- | ------ | - | - | - | - | -- | -- | -- | -- | ---- | --- |
| 1    | France | 3 | 3 | 0 | 0 | 1  | 0  | 55 | 24 | +31  | 13  |
| 2    | Canada | 3 | 2 | 0 | 1 | 2  | 0  | 85 | 43 | +42  | 10  |
| 3    | Écosse | 3 | 1 | 0 | 2 | 1  | 0  | 49 | 59 | -10  | 5   |
| 4    | Suède  | 3 | 0 | 0 | 3 | 0  | 1  | 24 | 87 | -63  | 1   |

| 20 août 2010 12h00 UTC+1 | Canada | 37 – 10 (25 – 0) | Écosse                                  | Surrey Sports Park, Guildford Arbitre : Claire Daniels |
| 20 août 2010 12h00 UTC+1 | Essai(s) : Mervin (10e), Marchak 2 (21e, 41e), Gallo (38e), Moyse (51e) Transformation(s) : Schnell 3 (22e, 39e, 52e) Pénalité(s) : Schnell 2 (7e, 18e) |                  | Essai(s) : Millard (49e), Wheeler (64e) | Surrey Sports Park, Guildford Arbitre : Claire Daniels |
| 20 août 2010 12h00 UTC+1 | |                  |                                         | Surrey Sports Park, Guildford Arbitre : Claire Daniels |

| 20 août 2010 16h30 UTC+1 | France                                     | 15 – 9 (10 – 9) | Suède                                          | Surrey Sports Park, Guildford Arbitre : Sherry Trumbull |
| 20 août 2010 16h30 UTC+1 | Essai(s) : Rabier (8e), Canal 2 (31e, 68e) |                 | Pénalité(s) : Andersson-Hall 3 (21e, 27e, 40e) | Surrey Sports Park, Guildford Arbitre : Sherry Trumbull |
| 20 août 2010 16h30 UTC+1 |                                            |                 |                                                | Surrey Sports Park, Guildford Arbitre : Sherry Trumbull |

| 24 août 2010 14h00 UTC+1 | France                                                                                | 17 – 7 (17 – 0) | Écosse                                                       | Surrey Sports Park, Guildford Arbitre : David Keane |
| 24 août 2010 14h00 UTC+1 | Essai(s) : Poublan (4e), Hebel (14e), Agricole (36e) Transformation(s) : Bailon (37e) |                 | Essai(s) : Millard (41e) Transformation(s) : Halfpenny (42e) | Surrey Sports Park, Guildford Arbitre : David Keane |
| 24 août 2010 14h00 UTC+1 |                                                                                       |                 |                                                              | Surrey Sports Park, Guildford Arbitre : David Keane |

| 24 août 2010 14h15 UTC+1 | Canada | 40 – 10 (26 – 10) | Suède | Surrey Sports Park, Guildford Arbitre : Gabriel Lee |
| 24 août 2010 14h15 UTC+1 | Essai(s) : Marchak (1re), Patzer 2 (11e, 41e), Moyse 3 (16e, 23e, 72e), Transformation(s) : Schnell 5 (2e, 12e, 17e, 42e, 73e) |                   | Essai(s) : Westin-Vines (34e) Transformation(s) : Andersson-Hall (34e) Pénalité(s) : Andersson-Hall (21e) | Surrey Sports Park, Guildford Arbitre : Gabriel Lee |
| 24 août 2010 14h15 UTC+1 | |                   | | Surrey Sports Park, Guildford Arbitre : Gabriel Lee |

| 28 août 2010 12h00 UTC+1 | Écosse | 32 – 5 (20 – 0) | Suède                    | Surrey Sports Park, Guildford Arbitre : Sarah Corrigan |
| 28 août 2010 12h00 UTC+1 | Essai(s) : Wheeler (2e), Millard 2 (13e, 55e), Kennedy (21e), Green (47e) Transformation(s) : Halfpenny 2 (14e, 56e) Pénalité(s) : Halfpenny (27e) |                 | Essai(s) : Norberg (72e) | Surrey Sports Park, Guildford Arbitre : Sarah Corrigan |
| 28 août 2010 12h00 UTC+1 | |                 |                          | Surrey Sports Park, Guildford Arbitre : Sarah Corrigan |

| 28 août 2010 14h15 UTC+1 | France                                                                                  | 23 – 8 (13 – 8) | Canada                                               | Surrey Sports Park, Guildford Arbitre : Dana Teagarden |
| 28 août 2010 14h15 UTC+1 | Essai(s) : Godiveau 2 (9e, 70e), Bouisset (29e), Canal (45e) Pénalité(s) : Bailon (20e) |                 | Essai(s) : Russell (36e) Pénalité(s) : Schnell (14e) | Surrey Sports Park, Guildford Arbitre : Dana Teagarden |
| 28 août 2010 14h15 UTC+1 |                                                                                         |                 |                                                      | Surrey Sports Park, Guildford Arbitre : Dana Teagarden |

### Classement
Classement des premières de groupe : les trois équipes sont qualifiés pour les demi-finales
| Rang | Club             | J | V | N | D | Bo | Bd | Pm  | Pe | Diff | Pts |
| ---- | ---------------- | - | - | - | - | -- | -- | --- | -- | ---- | --- |
| 1    | Angleterre       | 3 | 3 | 0 | 0 | 3  | 0  | 146 | 10 | +136 | 15  |
| 2    | Nouvelle-Zélande | 3 | 3 | 0 | 0 | 3  | 0  | 128 | 16 | +112 | 15  |
| 3    | France           | 3 | 3 | 0 | 0 | 1  | 0  | 60  | 28 | +32  | 13  |

Classement des deuxièmes de groupe : la première est qualifiée pour les demi-finales et les deuxième et troisième jouent les 5-8e places
| Rang | Club      | J | V | N | D | Bo | Bd | Pm | Pe | Diff | Pts |
| ---- | --------- | - | - | - | - | -- | -- | -- | -- | ---- | --- |
| 4    | Australie | 3 | 2 | 0 | 1 | 2  | 0  | 96 | 44 | +52  | 10  |
| 5    | Canada    | 3 | 2 | 0 | 1 | 2  | 0  | 85 | 43 | +42  | 10  |
| 6    | Irlande   | 3 | 2 | 0 | 1 | 2  | 0  | 59 | 42 | +17  | 10  |

Classement des troisièmes de groupe : les deux premières jouent les 5-8e place et le dernier joue les 9-12e place
| Rang | Club           | J | V | N | D | Bo | Bd | Pm | Pe  | Diff | Pts |
| ---- | -------------- | - | - | - | - | -- | -- | -- | --- | ---- | --- |
| 7    | États-Unis     | 3 | 1 | 0 | 2 | 1  | 0  | 73 | 59  | +14  | 5   |
| 8    | Écosse         | 3 | 1 | 0 | 2 | 1  | 0  | 49 | 59  | -10  | 5   |
| 9    | Afrique du Sud | 3 | 1 | 0 | 2 | 0  | 0  | 18 | 127 | -109 | 4   |

Classement des quatrièmes de groupe : les trois équipes jouent les 9-12e places
| Rang | Club           | J | V | N | D | Bo | Bd | Pm | Pe  | Diff | Pts |
| ---- | -------------- | - | - | - | - | -- | -- | -- | --- | ---- | --- |
| 10   | Pays de Galles | 3 | 0 | 0 | 3 | 0  | 1  | 30 | 82  | -52  | 1   |
| 11   | Suède          | 3 | 0 | 0 | 3 | 0  | 1  | 24 | 87  | -63  | 1   |
| 12   | Kazakhstan     | 3 | 0 | 0 | 3 | 0  | 0  | 3  | 170 | -167 | 0   |

## Matches de classement

### Matches pour la neuvième place

#### Tableau
|  | Pour les places 9 à 12            | Pour les places 9 à 12            |                   |    | Pour la 9e place                | Pour la 9e place                |
|  | Pour les places 9 à 12            | Pour les places 9 à 12            |                   |    | Pour la 9e place                | Pour la 9e place                |
|  |                                   |                                   |                   |    |                                 |                                 |
|  | le 1er septembre 2010 à Guildford | le 1er septembre 2010 à Guildford |                   |    | le 5 septembre 2010 à Guildford | le 5 septembre 2010 à Guildford |
|  | le 1er septembre 2010 à Guildford | le 1er septembre 2010 à Guildford |                   |    | le 5 septembre 2010 à Guildford | le 5 septembre 2010 à Guildford |
|  | [9] Afrique du Sud                | 25                                |                   |    | le 5 septembre 2010 à Guildford | le 5 septembre 2010 à Guildford |
|  | [9] Afrique du Sud                | 25                                |                   |    | le 5 septembre 2010 à Guildford | le 5 septembre 2010 à Guildford |
|  | [12] Kazakhstan                   | 10                                |                   |    | le 5 septembre 2010 à Guildford | le 5 septembre 2010 à Guildford |
|  | [12] Kazakhstan                   | 10                                | Afrique du Sud    | 17 |                                 |                                 |
|  | le 1er septembre 2010 à Guildford |                                   | Afrique du Sud    | 17 |                                 |                                 |
|  |                                   | Pays de Galles                    | 29                |    |                                 |                                 |
|  | [10] Pays de Galles               | Pays de Galles                    | 29                | 34 |                                 |                                 |
|  | [10] Pays de Galles               |                                   |                   | 34 |                                 |                                 |
|  | [11] Suède                        | 10                                |                   |    |                                 |                                 |
|  | [11] Suède                        | 10                                | Pour la 11e place |    |                                 |                                 |
|  |                                   |                                   |                   |    |                                 |                                 |
|  | le 5 septembre 2010 à Guildford   |                                   |                   |    |                                 |                                 |
|  |                                   |                                   |                   |    |                                 |                                 |
|  | Kazakhstan                        | 12                                |                   |    |                                 |                                 |
|  | Kazakhstan                        | 12                                |                   |    |                                 |                                 |
|  | Suède                             | 8                                 |                   |    |                                 |                                 |
|  | Suède                             | 8                                 |                   |    |                                 |                                 |

#### Matches de classement pour les9eà12eplaces
| 1er septembre 2010 14h00 UTC+1 | Afrique du Sud | 25 – 10 (10 – 5) | Kazakhstan                                 | Surrey Sports Park, Guildford Arbitre : David Keane |
| 1er septembre 2010 14h00 UTC+1 | Essai(s) : Gadu (39e), Jordaan (76e), Roberts (80e) Transformation(s) : Nojoko 2 (40e, 77e) Pénalité(s) : Nojoko 2 (14e, 64e) |                  | Essai(s) : Amossova (33e), Mustafina (50e) | Surrey Sports Park, Guildford Arbitre : David Keane |
| 1er septembre 2010 14h00 UTC+1 | |                  |                                            | Surrey Sports Park, Guildford Arbitre : David Keane |

| 1er septembre 2010 14h15 UTC+1 | Pays de Galles | 34 – 10 (20 – 3) | Suède                                                                                     | Surrey Sports Park, Guildford Arbitre : Sherry Trumbull |
| 1er septembre 2010 14h15 UTC+1 | Essai(s) : Snowsill (17e), Harries 2 (25e, 44e), Berry (38e), Prosser (71e), Kift (77e) Transformation(s) : Thomas 2 (26e, 39e) |                  | Essai(s) : Westin-Vines (53e) Transformation(s) : Norman (54e) Pénalité(s) : Norman (34e) | Surrey Sports Park, Guildford Arbitre : Sherry Trumbull |
| 1er septembre 2010 14h15 UTC+1 | |                  |                                                                                           | Surrey Sports Park, Guildford Arbitre : Sherry Trumbull |

#### Match de classement pour la11eplace
| 5 septembre 2010 11h00 UTC+1 | Kazakhstan                                                                     | 12 – 8 (12 – 3) | Suède                                                            | Surrey Sports Park, Guildford Arbitre : Gabriel Lee |
| 5 septembre 2010 11h00 UTC+1 | Essai(s) : Sherer (6e), Yakovleva (19e) Transformation(s) : Daurembayeva (20e) |                 | Essai(s) : Frida Ryberg (71e) Pénalité(s) : Andersson-Hall (39e) | Surrey Sports Park, Guildford Arbitre : Gabriel Lee |
| 5 septembre 2010 11h00 UTC+1 |                                                                                |                 |                                                                  | Surrey Sports Park, Guildford Arbitre : Gabriel Lee |

#### Match de classement pour la9eplace
| 5 septembre 2010 13h15 UTC+1 | Afrique du Sud                                                                               | 17 – 29 (0 – 17) | Galles                                                                                                  | Surrey Sports Park, Guildford Arbitre : Andrew McMenemy |
| 5 septembre 2010 13h15 UTC+1 | Essai(s) : Jordaan (51e), Kayser (69e), Gadu (74e) Transformation(s) : Yolanda Meiring (75e) |                  | Essai(s) : Thomas 2 (5e, 38e), Evans 2 (40e, 41e), Bowden (61e) Transformation(s) : Thomas (40e+1, 42e) | Surrey Sports Park, Guildford Arbitre : Andrew McMenemy |
| 5 septembre 2010 13h15 UTC+1 |                                                                                              |                  | | Surrey Sports Park, Guildford Arbitre : Andrew McMenemy |

### Matches pour la cinquième place

#### Tableau
|  | Pour les places 5 à 8             | Pour les places 5 à 8             |                  |    | Pour la 5e place                | Pour la 5e place                |
|  | Pour les places 5 à 8             | Pour les places 5 à 8             |                  |    | Pour la 5e place                | Pour la 5e place                |
|  |                                   |                                   |                  |    |                                 |                                 |
|  | le 1er septembre 2010 à Guildford | le 1er septembre 2010 à Guildford |                  |    | le 5 septembre 2010 à Guildford | le 5 septembre 2010 à Guildford |
|  | le 1er septembre 2010 à Guildford | le 1er septembre 2010 à Guildford |                  |    | le 5 septembre 2010 à Guildford | le 5 septembre 2010 à Guildford |
|  | [5] Canada                        | 41                                |                  |    | le 5 septembre 2010 à Guildford | le 5 septembre 2010 à Guildford |
|  | [5] Canada                        | 41                                |                  |    | le 5 septembre 2010 à Guildford | le 5 septembre 2010 à Guildford |
|  | [8] Écosse                        | 0                                 |                  |    | le 5 septembre 2010 à Guildford | le 5 septembre 2010 à Guildford |
|  | [8] Écosse                        | 0                                 | Canada           | 20 |                                 |                                 |
|  | le 1er septembre 2010 à Guildford |                                   | Canada           | 20 |                                 |                                 |
|  |                                   | États-Unis                        | 23               |    |                                 |                                 |
|  | [6] Irlande                       | États-Unis                        | 23               | 3  |                                 |                                 |
|  | [6] Irlande                       |                                   |                  | 3  |                                 |                                 |
|  | [7] États-Unis                    | 40                                |                  |    |                                 |                                 |
|  | [7] États-Unis                    | 40                                | Pour la 7e place |    |                                 |                                 |
|  |                                   |                                   |                  |    |                                 |                                 |
|  | le 5 septembre 2010 à Guildford   |                                   |                  |    |                                 |                                 |
|  |                                   |                                   |                  |    |                                 |                                 |
|  | Écosse                            | 8                                 |                  |    |                                 |                                 |
|  | Écosse                            | 8                                 |                  |    |                                 |                                 |
|  | Irlande                           | 32                                |                  |    |                                 |                                 |
|  | Irlande                           | 32                                |                  |    |                                 |                                 |

#### Matches de classement pour les5eà8eplace
| 1er septembre 2010 16h15 UTC+1 | Canada | 41 – 0 (19 – 0) | Écosse | Surrey Sports Park, Guildford Arbitre : Javier Mancuso |
| 1er septembre 2010 16h15 UTC+1 | Essai(s) : Moyse 2 (4e, 6e), Gallo (18e), Marchak (61e), Phillips 2 (62e, 72e) Transformation(s) : Schnell 4 (4e, 7e, 61e, 63e) Pénalité(s) : Schnell (43e) |                 |        | Surrey Sports Park, Guildford Arbitre : Javier Mancuso |
| 1er septembre 2010 16h15 UTC+1 | |                 |        | Surrey Sports Park, Guildford Arbitre : Javier Mancuso |

| 1er septembre 2010 16h30 UTC+1 | Irlande                    | 3 – 40 (3 – 21) | États-Unis | Surrey Sports Park, Guildford Arbitre : Sébastien Minery |
| 1er septembre 2010 16h30 UTC+1 | Pénalité(s) : Briggs (29e) |                 | Essai(s) : Folayan 2 (11e, 72e), essai de pénalité (20e), Daniels 2 (36e, 56e), McGee (75e) Transformation(s) : Ringgenberg 5 (12e, 21e, 37e, 57e, 76e) | Surrey Sports Park, Guildford Arbitre : Sébastien Minery |
| 1er septembre 2010 16h30 UTC+1 |                            |                 | | Surrey Sports Park, Guildford Arbitre : Sébastien Minery |

#### Match de classement pour la5eplace
| 5 septembre 2010 11h15 UTC+1 | Canada | 20 – 23 (17 – 11) | États-Unis | Surrey Sports Park, Guildford Arbitre : Sébastien Minery |
| 5 septembre 2010 11h15 UTC+1 | Essai(s) : Moyse (7e), Gibbs (35e) Transformation(s) : Schnell 2 (8e, 36e) Pénalité(s) : Schnell 2 (3e, 66e) |                   | Essai(s) : English (30e), Kugler (42e), McGee (47e) Transformation(s) : Ringgenberg (43e) Pénalité(s) : Ringgenberg 2 (16e, 20e) | Surrey Sports Park, Guildford Arbitre : Sébastien Minery |
| 5 septembre 2010 11h15 UTC+1 | |                   | | Surrey Sports Park, Guildford Arbitre : Sébastien Minery |

#### Match de classement pour la7eplace
| 5 septembre 2010 13h30 UTC+1 | Écosse                                                 | 8 – 32 (8 – 15) | Irlande | Surrey Sports Park, Guildford Arbitre : Joyce Henry |
| 5 septembre 2010 13h30 UTC+1 | Essai(s) : Kennedy (19e) Pénalité(s) : Halfpenny (36e) |                 | Essai(s) : Downey 2 (9e, 44e), Briggs 2 (12e, 65e), Brennan (53e) Transformation(s) : Briggs 2 (13e, 54e) Pénalité(s) : Briggs (3e) | Surrey Sports Park, Guildford Arbitre : Joyce Henry |
| 5 septembre 2010 13h30 UTC+1 |                                                        |                 | | Surrey Sports Park, Guildford Arbitre : Joyce Henry |

## Phase finale

### Tableau
|  | Demi-finales                               | Demi-finales                               |                        |    | Finale                                | Finale                                |
|  | Demi-finales                               | Demi-finales                               |                        |    | Finale                                | Finale                                |
|  |                                            |                                            |                        |    |                                       |                                       |
|  | le 1er septembre 2010 au Stoop, Twickenham | le 1er septembre 2010 au Stoop, Twickenham |                        |    | 5 septembre 2010 au Stoop, Twickenham | 5 septembre 2010 au Stoop, Twickenham |
|  | le 1er septembre 2010 au Stoop, Twickenham | le 1er septembre 2010 au Stoop, Twickenham |                        |    | 5 septembre 2010 au Stoop, Twickenham | 5 septembre 2010 au Stoop, Twickenham |
|  | [1] Angleterre                             | 15                                         |                        |    | 5 septembre 2010 au Stoop, Twickenham | 5 septembre 2010 au Stoop, Twickenham |
|  | [1] Angleterre                             | 15                                         |                        |    | 5 septembre 2010 au Stoop, Twickenham | 5 septembre 2010 au Stoop, Twickenham |
|  | [4] Australie                              | 0                                          |                        |    | 5 septembre 2010 au Stoop, Twickenham | 5 septembre 2010 au Stoop, Twickenham |
|  | [4] Australie                              | 0                                          | Angleterre             | 10 |                                       |                                       |
|  | 1er septembre 2010 au Stoop, Twickenham    |                                            | Angleterre             | 10 |                                       |                                       |
|  |                                            | Nouvelle-Zélande                           | 13                     |    |                                       |                                       |
|  | [2] Nouvelle-Zélande                       | Nouvelle-Zélande                           | 13                     | 45 |                                       |                                       |
|  | [2] Nouvelle-Zélande                       |                                            |                        | 45 |                                       |                                       |
|  | [3] France                                 | 7                                          |                        |    |                                       |                                       |
|  | [3] France                                 | 7                                          | Match pour la 3e place |    |                                       |                                       |
|  |                                            |                                            |                        |    |                                       |                                       |
|  | 5 septembre 2010 au Stoop, Twickenham      |                                            |                        |    |                                       |                                       |
|  |                                            |                                            |                        |    |                                       |                                       |
|  | Australie                                  | 22                                         |                        |    |                                       |                                       |
|  | Australie                                  | 22                                         |                        |    |                                       |                                       |
|  | France                                     | 8                                          |                        |    |                                       |                                       |
|  | France                                     | 8                                          |                        |    |                                       |                                       |

### Demi-finales
| 1er septembre 2010 18h00 UTC+1 | Nouvelle-Zélande | 45 – 7 (31 – 7) | France                                                        | Twickenham Stoop, Twickenham Arbitre : Claire Daniels |
| 1er septembre 2010 18h00 UTC+1 | Essai(s) : Hohepa 2 (9e, 37e), Grant (23e), Manuel (27e), Wickliffe (35e), Richards (43e), Sione (66e) Transformation(s) : Brazier 4 (28e, 36e, 38e, 44e), Jensen (67e) |                 | Essai(s) : Salles (40+1re) Transformation(s) : Bailon (40+2e) | Twickenham Stoop, Twickenham Arbitre : Claire Daniels |
| 1er septembre 2010 18h00 UTC+1 | |                 |                                                               | Twickenham Stoop, Twickenham Arbitre : Claire Daniels |

| 1er septembre 2010 20h15 UTC+1 | Angleterre                                                                                             | 15 – 0 (12 – 0) | Australie | Twickenham Stoop Arbitre : Nicky Inwood |
| 1er septembre 2010 20h15 UTC+1 | Essai(s) : Spencer (6e), Waterman (22e) Transformation(s) : McLean (7e) Pénalité(s) : Richardson (78e) |                 |           | Twickenham Stoop Arbitre : Nicky Inwood |
| 1er septembre 2010 20h15 UTC+1 | |                 |           | Twickenham Stoop Arbitre : Nicky Inwood |

### Match de classement pour la3eplace
| 5 septembre 2010 15h00 UTC+1 | Australie                                                                                   | 22 – 8 (22 – 3) | France                                            | Twickenham Stoop, Twickenham Arbitre : Dana Teagarden |
| 5 septembre 2010 15h00 UTC+1 | Essai(s) : Morgan 2 (14e, 31e), Trethowan (27e), Brown (37e) Transformation(s) : Beck (33e) |                 | Essai(s) : Salles (74e) Pénalité(s) : Bailon (3e) | Twickenham Stoop, Twickenham Arbitre : Dana Teagarden |
| 5 septembre 2010 15h00 UTC+1 |                                                                                             |                 |                                                   | Twickenham Stoop, Twickenham Arbitre : Dana Teagarden |

### Finale
| 5 septembre 2010 17h15 UTC+1 | Angleterre                                                                          | 10 – 13 (0 – 7) | Nouvelle-Zélande                                                                           | Twickenham Stoop, Twickenham 13 253 spectateurs Arbitre : Sarah Corrigan |
| 5 septembre 2010 17h15 UTC+1 | Essai(s) : Barras (61e) Transformation(s) : McLean (62e) Pénalité(s) : McLean (43e) | Rapport         | Essai(s) : Hohepa (33e) Transformation(s) : Brazier (34e) Pénalité(s) : Brazier (56e, 66e) | Twickenham Stoop, Twickenham 13 253 spectateurs Arbitre : Sarah Corrigan |
| 5 septembre 2010 17h15 UTC+1 |                                                                                     | Rapport         |                                                                                            | Twickenham Stoop, Twickenham 13 253 spectateurs Arbitre : Sarah Corrigan |

## Classement final
1. Nouvelle-Zélande
2. Angleterre
3. Australie
4. France
5. États-Unis
6. Canada
7. Irlande
8. Écosse
9. Pays de Galles
10. Afrique du Sud
11. Kazakhstan
12. Suède

## Statistiques
La joueuse Carla Hohepa, meilleure marqueuse ex æquo et championne du monde, est désignée par l'IRB meilleure joueuse du tournoi.

### Meilleures réalisatrices
| Rang | Joueuse             | Pays             | Points | Matches |
| ---- | ------------------- | ---------------- | ------ | ------- |
| 1    | Kelly Brazier       | Nouvelle-Zélande | 48     | 5       |
| 2    | Anna Schnell        | Canada           | 46     | 5       |
| 3    | Christy Ringgenberg | États-Unis       | 44     | 5       |
| 4    | Carla Hohepa        | Nouvelle-Zélande | 35     | 5       |
| 4    | Katy McLean         | Angleterre       | 35     | 5       |
| 4    | Heather Moyse       | Canada           | 35     | 5       |

### Meilleures marqueuses
| Rang | Joueuse        | Pays             | Essais | Matches |
| ---- | -------------- | ---------------- | ------ | ------- |
| 1    | Heather Moyse  | Canada           | 7      | 5       |
| 1    | Carla Hohepa   | Nouvelle-Zélande | 7      | 5       |
| 3    | Kelly Brazier  | Nouvelle-Zélande | 4      | 5       |
| 3    | Huriana Manuel | Nouvelle-Zélande | 4      | 5       |
| 3    | Mandy Marchak  | Canada           | 4      | 5       |